# Comisión presidencial acerca de las actividades de la CIA dentro de Estados Unidos
La  Comisión presidencial acerca de las actividades de la CIA dentro de Estados Unidos se creó bajo la presidencia de Gerald Ford en 1975 para investigar las actividades de la Agencia Central de Inteligencia y otras agencias de inteligencia dentro de los Estados Unidos. La comisión estuvo encabezada por el vicepresidente, Nelson Rockefeller, y se refiere a veces como la Comisión Rockefeller.

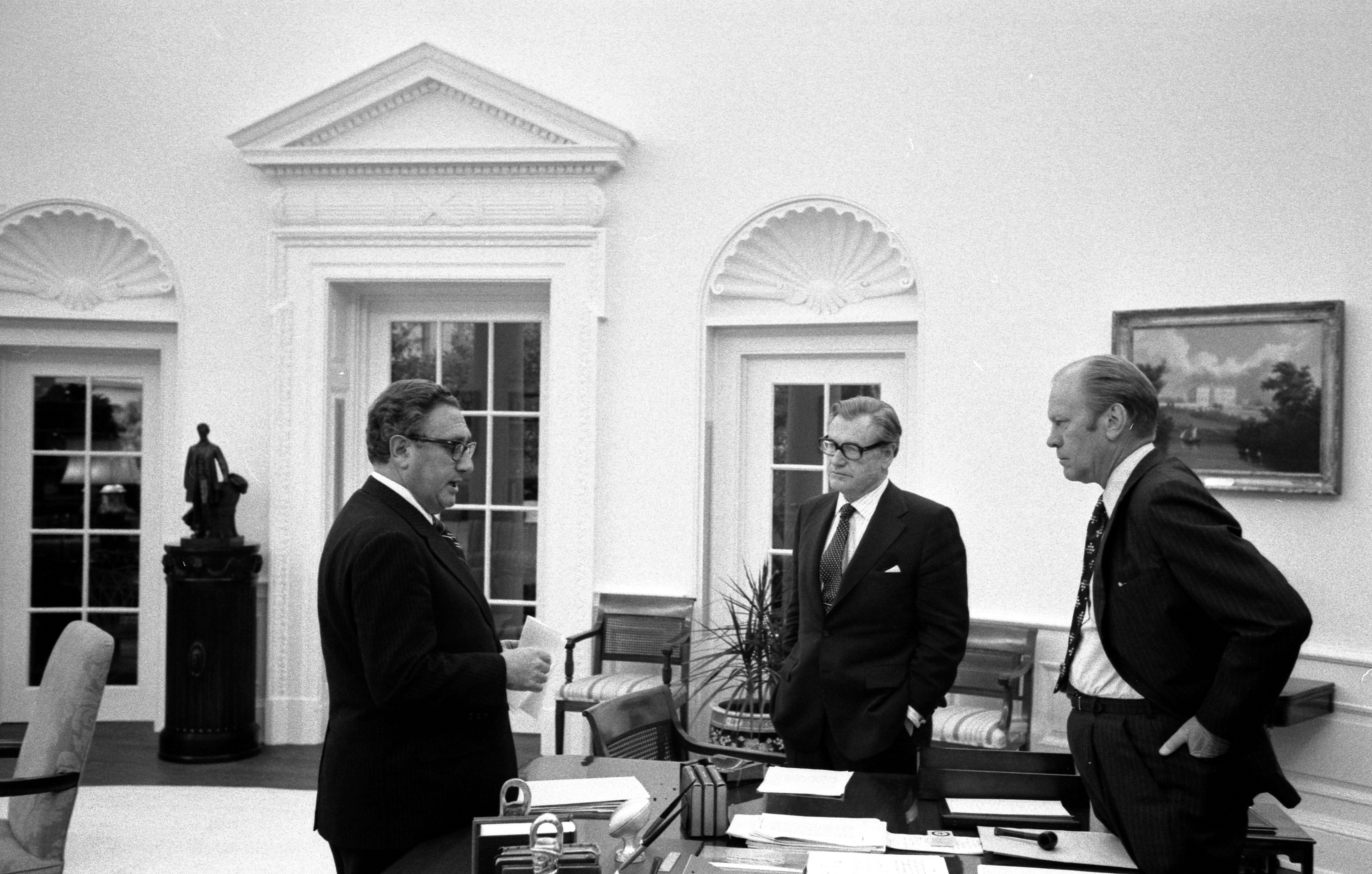
Henry Kissinger, Nelson Rockefeller (centro) y Gerald Ford, 28 de abril de 1975. Ford Presidential Library.

## Desarrollo
La comisión fue creada en respuesta a un informe de diciembre de 1974 en The New York Times que informó que la CIA había llevado a cabo actividades ilegales nacionales, incluidos los experimentos sobre ciudadanos de EE. UU., durante la década de 1960. La comisión emitió un informe único en 1975, tocando en ciertos abusos de la CIA, incluida la apertura de correo y la vigilancia interna de los grupos disidentes. Hizo público el Proyecto MKULTRA, un estudio de la CIA acerca de control mental de personas mediante la inyección de sustancias psicotrópicas. También se estudiaron cuestiones relacionadas con el asesinato de John F. Kennedy, especialmente los disparos en la cabeza filmados en 8 mm con una cámara casera por  Abraham Zapruder (mostrado por primera vez en televisión en 1975), y la posible presencia de E. Howard Hunt y Frank Sturgis, en Dallas, Texas.
Una investigación mayor , el Comité Church, fue creado el 27 de enero de 1975 por el Senado de los Estados Unidos . El Comité Nedzi fue creada en el Congreso de los Estados Unidos el 19 de febrero de 1975. Fue sustituido por el Comité Pike cinco meses después.